# Хаким, Элияху
Элия́ху Хаки́м (2 января 1925, Бейрут — 22 марта 1945, Каир) — член еврейской подпольной организации «Лехи», убивший британского министра по делам Ближнего Востока Уолтера Эдварда Гиннесса.

## Биография
Элияху родился в Бейруте в 1925 году. В возрасте семи лет эмигрировал в Палестину. Учился в Хайфе.
В юности присоединился к Лехи. Во время Второй мировой войны добровольно мобилизовался в английскую армию, служил в Египте, был первоклассным стрелком. Вскоре, убедившись в антиеврейской деятельности британской администрации, дезертировал и вернулся в «Лехи». Участвовал во многих действиях организации, в том числе в неудачной попытке убить Гарольда Макмайкла, британского Верховного комиссара Палестины.
6 ноября 1944 года вместе с Элияху Бейт-Цури участвовал в убийстве лорда Эдварда Гиннесса (барона Мойна) в Гезире, пригороде Каира. С места покушения они пытались скрыться на велосипедах, но были схвачены египетской полицией. Двадцатилетние юноши не стали отстреливаться от полицейских, поскольку, по их мнению, те — в отличие от лорда Мойна — не были ни в чём повинны.

## Приговор и казнь
11 января 1945 года Хакима и Бейт-Цури приговорили к смерти, и 22 марта в Каире казнили через повешение.
Они оба не протестовали против предъявленного обвинения, но заявили в зале суда: «Мы боремся за свободу… Если мы и взялись за оружие, то только потому, что другого выхода не было». Перед смертью Хаким писал из тюрьмы: «Я совершенно спокоен, и совесть моя чиста, ибо я чувствую, что исполнил свой долг». Главный раввин Египта, который провел с приговорёнными ночь перед казнью, впоследствии рассказал, что они до конца сохраняли спокойствие.
В 1975 году прах Элияху Хакима был перенесён в Израиль и захоронен на горе Герцля в Иерусалиме.